# Landze
Landze (deutsch: Landsen) ist ein Ort in Kurland in Lettland.
Landze gehört zu Ventspils novads, Piltenes pagasts.
Im Russischen Reich lag er im Kreis Windau, Gouvernement Kurland.
Der Pfarrer und Historiker Johann Kallmeyer (1809–1859) wurde hier geboren und starb hier.